# Sigy-le-Châtel
 Sigy-le-Châtel  es una población y comuna francesa, en la región de Borgoña, departamento de Saona y Loira, en el Distrito de Mâcon y cantón de Saint-Gengoux-le-National.
Está integrada en la Communauté de communes entre Grosne et Guye.

## Demografía
| 477 | 464 | 500 | 487 | 489 | 489 | 475 | 498 | 449 | 463 | 439 | 391 | 364 | 359 | 371 | 336 | 329 | 329 | 333 | 276 | 247 | 236 | 220 | 208 | 175 | 150 | 154 | 123 | 112 | 102 | 115 | 103 | 100 |
| Para los censos de 1962 a 1999 la población legal corresponde a la población sin duplicidades (Fuente: INSEE [Consultar]) |     |     |     |     |     |     |     |     |     |     |     |     |     |     |     |     |     |     |     |     |     |     |     |     |     |     |     |     |     |     |     |     |